# Weatherford (Oklahoma)
Weatherford é uma cidade localizada no estado norte-americano de Oklahoma, no Condado de Custer.

## Demografia
Segundo o censo norte-americano de 2000, a sua população era de 9859 habitantes.
Em 2006, foi estimada uma população de 9938, um aumento de 79 (0.8%).

## Geografia
De acordo com o United States Census Bureau tem uma área de
15,0 km², dos quais 15,0 km² cobertos por terra e 0,0 km² cobertos por água. Weatherford localiza-se a aproximadamente 504 m acima do nível do mar.

## Localidades na vizinhança
O diagrama seguinte representa as localidades num raio de 24 km ao redor de Weatherford.